# Refinar
Refinar (també anomenat afinar) és el procés de purificació de (1) substàncies o (2) formes. El terme normalment es fa servir per a un recurs natural que gairebé està en una forma utilitzable, però que és més útil en la seva forma pura. Per exemple molts tipus de petroli natural funcionen en els motors millor si són refinats.
Aquest terme és ampli, i pot incloure les transformacions més dràstiques com la reducció de la mena a metall en la refinació metal·lúrgica.

## Refinació o refinatge d'un líquid
La refinació d'un líquid sovint es completa per destil·lació o destil·lació fraccionada. El gas també es pot refinar d'aquesta manera com també liquefactant-lo per refredament o compressió o totes dues coses ensems.

## Refinació de fluids amb solvents
Gasos i líquids també es poden refinar per extracció amb solvents amb un solvent selectiu que separi la substància d'interès de les impureses indesitjades.

## Refinació de sòlids
Molts sòlids poden ser refinats pel creixement de cristalls en una solució del material impur; l'estructura regular del cristall tendeix a afavorir el material desitjat i excloure'n altres tipus de partícules.
Les reaccions químiques sovint es fan servir per treure impureses de tipus particulars.
L'ús de silici i altres semiconductors en electrònica és altament dependent d'un control precís de les impureses i s'han desenvolupat nombroses tècniques com la de zone refining.

## Materials refinables
Els tipus de materials que normalment es refinen:
- metalls - vegeu Refinació (metal·lúrgia)
- petroli - vegeu Refinació del petroli
- silici
- sucre
- Sal
- Oli vegetal - vegeu Refinació de l'oli
- Microalgues (petroli blau)